# Anastazy (metropolita Mołdawii)
Anastazy, rum. Anastasie, imię świeckie Ilie Crimca (ur. ok. połowy XVI w., zm. 1631) – prawosławny metropolita mołdawski w XVII w., iluminator.

## Życiorys
Pochodził z kupieckiej rodziny z Suczawy i pierwotnie nosił imię Ilie. Jako młody człowiek znalazł się pod opieką dobrze wykształconego możnowładcy mołdawskiego, Luca Stroici, który zadbał o jego edukację. Za panowania hospodara Piotra Kulawego pracował w jego kancelarii, służył też w wojsku. Za swe zasługi otrzymał nadanie ziemskie w pobliżu Suczawy, gdzie później ufundował monastyr Dragomirna. Crimca porzucił wtedy świeckie życie i wstąpił jako mnich do klasztoru Putna, przyjmując przy postrzyżynach imię zakonne Anastazy. Tam zajął się kopiowaniem ksiąg i iluminatorstwem. Wkrótce otrzymał święcenia kapłańskie, a następnie na życzenie hospodara został zwierzchnikiem ufundowanego przez Piotra Kulawego monastyru Galata w Jassach. 
Na początku 1600, w chwili objęcia władzy w Mołdawii przez Michała Walecznego, Anastazy był biskupem Radowców i przysiągł posłuszeństwo nowemu władcy, ujęty jego ideą zjednoczenia trzech rumuńskich krain. Rządy Michała były jednak krótkie i jeszcze w tym samym roku jego miejsce na tronie hospodarskim zajął Jeremi Mohyła. Anastazy został wówczas pustelnikiem; osiadł w Dragomirna, gdzie zbudował niewielką cerkiew (obecnie kaplicę na cmentarzu przy monastyrze).
W 1606 został biskupem Romanu. W 1608 objął natomiast urząd metropolity mołdawskiego, piastując to stanowisko aż do śmierci, z przerwą w okresie panowania w Mołdawii Radu Mihnei. Dbał o rozwój prawosławia w Mołdawii, troszcząc się zarówno o poziom życia duchowego w klasztorach, jak i o opiekę nad wiernymi w parafiach. W 1609 wspierany przez braci Stroici, założył monastyr Dragomirna, ostatni z wielkich założeń klasztornych na Bukowinie. Był także fundatorem pierwszego szpitala publicznego w Suczawie. Współpracował z hospodarami mołdawskimi i pełnił dla nich różne funkcje dyplomatyczne. Wspierał także ideę jedności trzech rumuńskich krain (nawiązywać ma do tego między innymi kamienny potrójny spleciony sznur, którym obwiedziona jest cerkiew monastyru Dragomirna).
W 1629 wycofał się do ufundowanego przez siebie monastyru składając funkcję metropolity. Zmarł w 1631 i został pochowany w ufundowanej przez siebie małej cerkwi przy monastyrze. 
Metropolita Anastazy ważany jest za jednego z najważniejszych artystów iluminatorstwa w Mołdawii. Zachowało się do naszych czasów kilka manuskryptów przezeń ilustrowanych. Są one bardzo dekoracyjne i wyróżniają się wysokim poziomem artystycznym. Do scen biblijnych wprowadzone są charakterystyczne elementy mołdawskie (architektura czy przyroda). Założył w monastyrze Dragomirna szkołę kaligrafii i iluminatorstwa.